# Байка (Пензенская область)
Байка — село Пригородного сельсовета Сердобского района Пензенской области.
Предположительно, название «Байка» произошло от мордовского и чувашского языческого мужского имени. Река Байка в конце XVII — начале XVIII веков называлась Бая-Сердоба (от тюрк. bai — «богатый, большой»).

## География
Русское село, в 10 км к югу от города Сердобск. Занимает надпойменную террасу правого реки Байки, левого притока реки Сердобы. На 2018 год в Байке числится 7 улиц, высота центра селения над уровнем моря —192 м
В окрестностях 3 памятника археологии — 2 кургана и купленный могильник из 4-х курганов (не изучались, распахиваются).

## История
Поселение на месте современного села Байка было основано помещицей Салтыковой в 1770-90 гг. Население было перевезено ею из Владимирской губернии. В 1860 году село приобрело статус волостного центра Сердобского уезда Саратовской губернии. Было развито мукомольное производство: в 1877 году работали водяная и 32 ветряные мельницы. Крестьяне занимались торговлей хлебом, работали сделано у соседних помещиков. Село располагалось в два порядка  вдоль реки Байки, посередине была площадь. На площади были построены церковь, школа, волостное правление,  хлебный магазин. В то время село отличалось благосостоянием, использовалась передовая агротехника — плуги. В 1886 году в селе насчитывались 13 молотилок, 8 веялок. Недвижимость, кроме перечисленное выше — 19 каменных жилых домов, 5 домов крытых железом, табак 3 лавки, 88 садов. На 397 дворов — 162 грамотных мужчины и 3 женщины, 35 мальчиков учились в школе. В селе было 812 рабочих лошадей, 453 коровы, 2363 овцы. 88 дворов были безлошадные, 46 — без коров. Некоторые крестьяне имели огромные сады — до 200 яблонь.
При Советской власти главным субъектом хозяйствования был колхоз "Гигант". В 1990-е годы в селе были построены фельдшерско-акушерский пункт, средняя школа, детский сад, дом культуры, библиотека,  столовая, баня, почта, отделение Сбербанка, памятник воинам-землякам, погибшим в годы Великой Отечественной войны. 

## Население
| 1859 | 1877  | 1897  | 1911  | 1926  | 1928  | 1939  |
| ---- | ----- | ----- | ----- | ----- | ----- | ----- |
| 1648 | ↗2108 | ↗2642 | ↗2927 | ↗3129 | ↘2926 | ↘1033 |
| 1959 | 1970  | 1979  | 1989  | 1998  | 2002  | 2010  |
| ↘706 | ↘558  | ↗701  | ↘590  | ↗620  | ↘567  | ↘554  |

## Достопримечательности
В селе расположен храм во имя святых бессребреников Космы и Дамиана — каменная однопрестольная церковь построенная в 1831 году на средства прихожан, памятник архитектуры.

## Известные люди
В Байке родились Герой Советского Союза Шабашов Фёдор Филиппович и Герой Социалистического Труда Жирнов Иван Яковлевич.